# Gare de Genevreuille
Gare de Genevreuille vasútállomás Franciaországban, Genevreuille településen.

## Vasútvonalak
Az állomást az alábbi vasútvonalak érintik:
- Párizs–Mulhouse-vasútvonal

## Kapcsolódó állomások
A vasútállomáshoz az alábbi állomások vannak a legközelebb: